# Drimia cremnophila
Drimia cremnophila là một loài thực vật có hoa trong họ Măng tây. Loài này được van Jaarsv. mô tả khoa học đầu tiên năm 2005.